# 안토니우 실바
안토니우 주앙 페레이라 알부케르케 타바르스 실바(포르투갈어: António João Pereira Albuquerque Tavares Silva, 2003년 10월 31일~)는 포르투갈의 축구 선수로, 포지션은 수비수이다. 현재 포르투갈 프리메이라리가의 SL 벤피카에서 활약하고 있다.

## 수상 기록
- 프리메이라 리가 올해의 팀: 2022-23
- SL 벤피카 올해의 선수: 2023
- IFFHS 유스 월드팀: 2023